# Цедік Антон Ігорович
Анто́н І́горович Це́дік (нар. 31 липня 1987, м. Полтава, Українська РСР — пом. 29 серпня 2014, с. Червоносільське, Амвросіївський район, Донецька область, Україна) — молодший сержант резерву, доброволець батальйону «Донбас». Позивний «Еней»; учасник російсько-української війни.

## Життєпис
Народився 1987 року у місті Полтава. Навчався в полтавській загальноосвітній школі № 17, після 7-го класу перевівся до Полтавського ліцею № 1 імені Івана Котляревського. Захоплювався історію, політикою та військовою справою. У школі займався танцями, тхеквондо і боксом, пізніше — кендо. У 2004 році вступив на факультет міжнародної економіки й менеджменту Київського національного економічного університету ім. Вадима Гетьмана, провчившись рік перевівся на заочну форму навчання і здійснив свою мрію — почав навчатись на історичному факультеті Київського національного університету ім. Тараса Шевченка. Працював помічником власника інтернет-магазину «Cam.in.ua» у місті Київ.
Навчаючись заочно у двох університетах, в квітні 2007 вирішив піти на строкову військову службу. Після навчання у Навчальному центрі Внутрішніх військ МВС України (в/ч 3007, м. Золочів, Львівська область) рік служив у спецпідрозділі «Барс» Внутрішній військ, в/ч 3027 у Нових Петрівцях під Києвом, був командиром відділення розвідки, заступником командира взводу.
2008 року закінчив КНЕУ, 2010 — КНУ ім. Тараса Шевченка (бакалавр). Працював то у Києві, то в рідній Полтаві: керуючий магазинами сімейного бізнесу (Полтава), прес-секретар туристично-розважального Парку «Київська Русь» (Київ), біржовий брокер «Про Трейдінг Консалтінг» (Київ). Останнім часом мешкав у Деснянському районі міста Києва.
Любив подорожі, побував у Карпатах, в Кримських горах, на Півночі Росії, на Кавказі. Був вегетаріанцем, дотримувався здорового способу життя. Цікавився релігією та культурою народів світу, вивчав східну філософію і старослов'янські обряди. З 2012 року — член ВО «Свобода».
Коли почалась Революція гідності, взяв на роботі відпустку і долучився до протестів. Узимку охороняв Жовтневий палац, де розташовувався один зі штабів спротиву. Чергував на барикадах біля Полтавської обласної ради, входив до штурмової групи протестувальників. Повернувшись до Києва, 18 лютого цілу ніч разом із побратимами-свободівцями відбивав атаки спецпризначенців та Внутрішніх військ під стелою Незалежності, брав участь у боях 19—21 лютого, по тому ще місяць був комендантом 5-го поверху в будівлі КМДА.
З початком російської збройної агресії проти України вирішив йти до добровольчого батальйону. У травні потрапив у «Дніпро-1». Проте пробув у ньому недовго й повернувся до навчального центру в Нових Петрівцях. Там 16 червня зарахований у склад батальйону «Донбас», до початку липня проходив бойовий вишкіл перед відправленням на Схід.
Молодший сержант резерву, стрілець-санітар 1-го відділення 1-го взводу спецпризначення 2-й роти спецпризначення резервного батальйону спеціального призначення «Донбас» Національної гвардії України. Брав участь у боях за визволення Лисичанська, Попасної. 20 серпня відмовився йти у відпустку й поїхав в Іловайськ.
29 серпня 2014-го загинув під час виходу колони батальйону «Донбас» з оточення під Іловайськом «зеленим коридором» між селами Многопілля та Червоносільське. Їхав у кузові автомобіля КрАЗ, коли російсько-терористичні формування відкрили вогонь по колоні. Антон Цедік («Еней») загинув від кулеметної черги. У тому ж КрАЗі загинули Леонід Петихачний («Броня») та Андрій Ваховський («Браво»). Вже після смерті внаслідок вибуху тіло Антона обгоріло.
Упізнаний серед загиблих, тіла яких 3 вересня вивезли до дніпропетровського моргу. Похований 8 вересня на Алеї Слави Боженківського кладовища Полтави.
Залишилися батьки Ігор Владиславович та Ольга Миколаївна, молодша сестра Катерина та наречена Олеся.

## Нагороди та відзнаки
- За особисту мужність і героїзм, виявлені у захисті державного суверенітету та територіальної цілісності України нагороджений орденом «За мужність» III ступеня (27.11.2014, посмертно)[3].
- Нагороджений відзнакою УПЦ КП — Медаль «За жертовність і любов до України» (посмертно).
- Рішенням Полтавської обласної ради нагороджений відзнакою «За вірність народу України» І ступеня (посмертно).
- Нагороджений «Іловайським Хрестом» (посмертно).

## Вшанування пам'яті

Меморіальна дошка. Полтава.

22 травня 2015 року в Полтаві, на будівлі Полтавського міського багатопрофільного ліцею імені Івана Котляревського, урочисто відкрито меморіальну дошку на честь полеглих випускників Антона Цедіка та Святослава Горбенка.
У жовтні 2017 року рішенням сесії Київської міської ради вул. Ежена Потьє у Шевченківському районі столиці перейменували на вулицю Антона Цедіка.
Ветеран-«афганець» і доброволець «Донбасу» Володимир Дериведмідь відкрив у Бахмуті книгарню «Дім книги», яку згодом назвав на честь загиблого побратима Антона Цедіка — «Еней».
Його портрет розміщений на меморіалі «Стіна пам'яті полеглих за Україну» в Києві: секція 3, ряд 9, місце 20
Вшановується 29 серпня на щоденному ранковому церемоніалі вшанування українських захисників, які загинули цього дня в різні роки внаслідок російської збройної агресії